# Ulysse Chevalier
Ulysse Chevalier, född 24 februari 1841 och död 27 oktober 1923, var en fransk bibliograf och historiker.
Chevalier var professor vid teologiska fakulteten vid universitetet i Lyon. Bland Chevaliers skrifter märks bland andra Répertoire des sources historiques du moyen âge (1894–1903) och Gallia christiana novissima (1899–1920).